# Bundesamtsgebäude Hohenstaufengasse 3

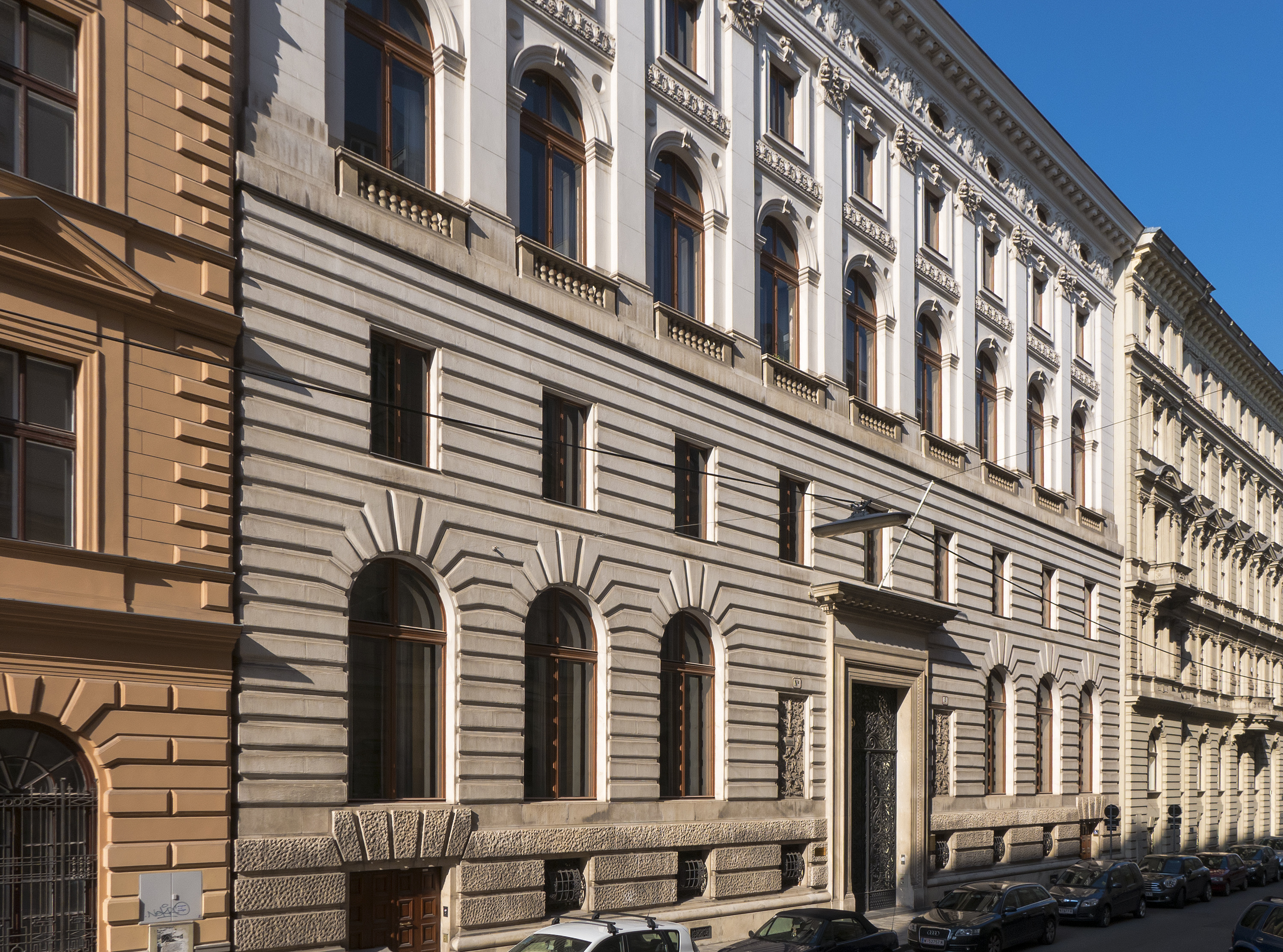
Bundesamtsgebäude in der Hohenstaufengasse

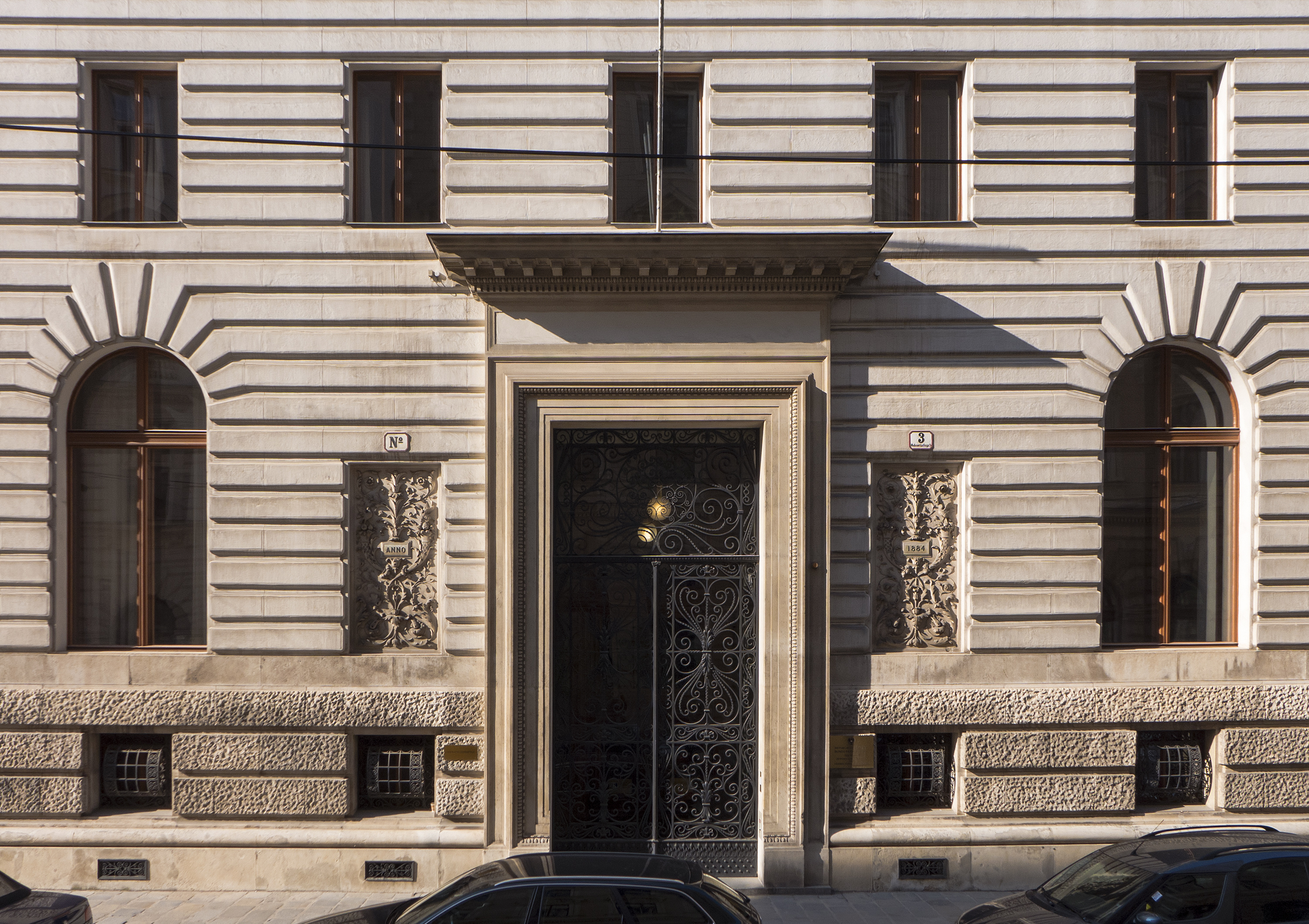
Mittelteil der Hauptfassade

Das Bundesamtsgebäude Hohenstaufengasse 3 an der namensgleichen Adresse im 1. Wiener Gemeindebezirk Innere Stadt wurde in den Jahren 1883/1884 von Otto Wagner für die Länderbank errichtet und wird heute als Amtsgebäude von der Sektion III – Öffentlicher Dienst und Verwaltungsinnovation des Bundeskanzleramts (davor bis Ende März 2025 vom damaligen Bundesministerium für Kunst, Kultur, öffentlichen Dienst und Sport) genutzt. Mit dem Grundriss, dem Schnitt und der hofseitigen Fassade des Gebäudes markiert es den Beginn der Wiener Architektur des 20. Jahrhunderts und wird gelegentlich als „erstes modernes Bürogebäude Wiens“ bezeichnet.

## Ausführende
Architekt war Otto Wagner, der erstmals unter Konkurrenz einen Auftrag zur Errichtung eines öffentlichen Gebäudes bekam. Die Baumeisterarbeiten führten die Herrn Ferdinand Dehm und Franz Olbricht aus. Für die Bildhauerarbeiten wurde Johannes Benk beauftragt.

## Bauherr
Bauherr war die „k.k. privilegierte Österreichische Länderbank“. Sie wurde durch das Pariser Geldinstitut „Union Generale“ 1880 (Gründungsversammlung am 11. Nov.) über Initiative des französischen Finanzmannes Paul-Eugène Bontoux (1820–1904) gegründet und mit 40 Millionen Goldgulden Aktienkapital ausgestattet. Der Hauptsitz der neu gegründeten Bank befand sich zuerst in angemieteten Räumen des vom Architekten Carl Schumann neu errichteten Hauses in der Löwelstraße 18. 1882 erfolgte die Loslösung vom Pariser Stammhaus. Am 12. März 1882 kaufte man einen Teil der Gründe des ehemaligen Zeughauses in der Hohenstaufengasse 1–5 für den Bau einer Bankzentrale an. Nach einem „engeren Wettbewerb“ wurde Otto Wagner beauftragt, das Bankgebäude zu errichten. Der Kostenaufwand betrug 1.005.334 Gulden. Im Jänner 1890 wurde von der Länderbank auch das Nachbargebäude Hohenstaufengasse 5, das von dem Architekten Ludwig Tischler 1880 errichtet wurde, angekauft. 1938 erfolgte der Umzug in das von 1913 bis 1915 von den Architekten Ernst Gotthilf und Alexander Neumann errichtete Bankgebäude der Niederösterreichischen Escompte-Gesellschaft, Am Hof Nr. 2, das von der Länderbank erworben wurde. Im gleichen Jahr wurde das Gebäude Hohenstaufengasse 3 an das Deutsche Heer verkauft, das dort ab 1939 eine Wehrmachtversorgungsstelle einrichtete und ab Ende 1943/Anfang 1944 ein Divisionsgericht führte.

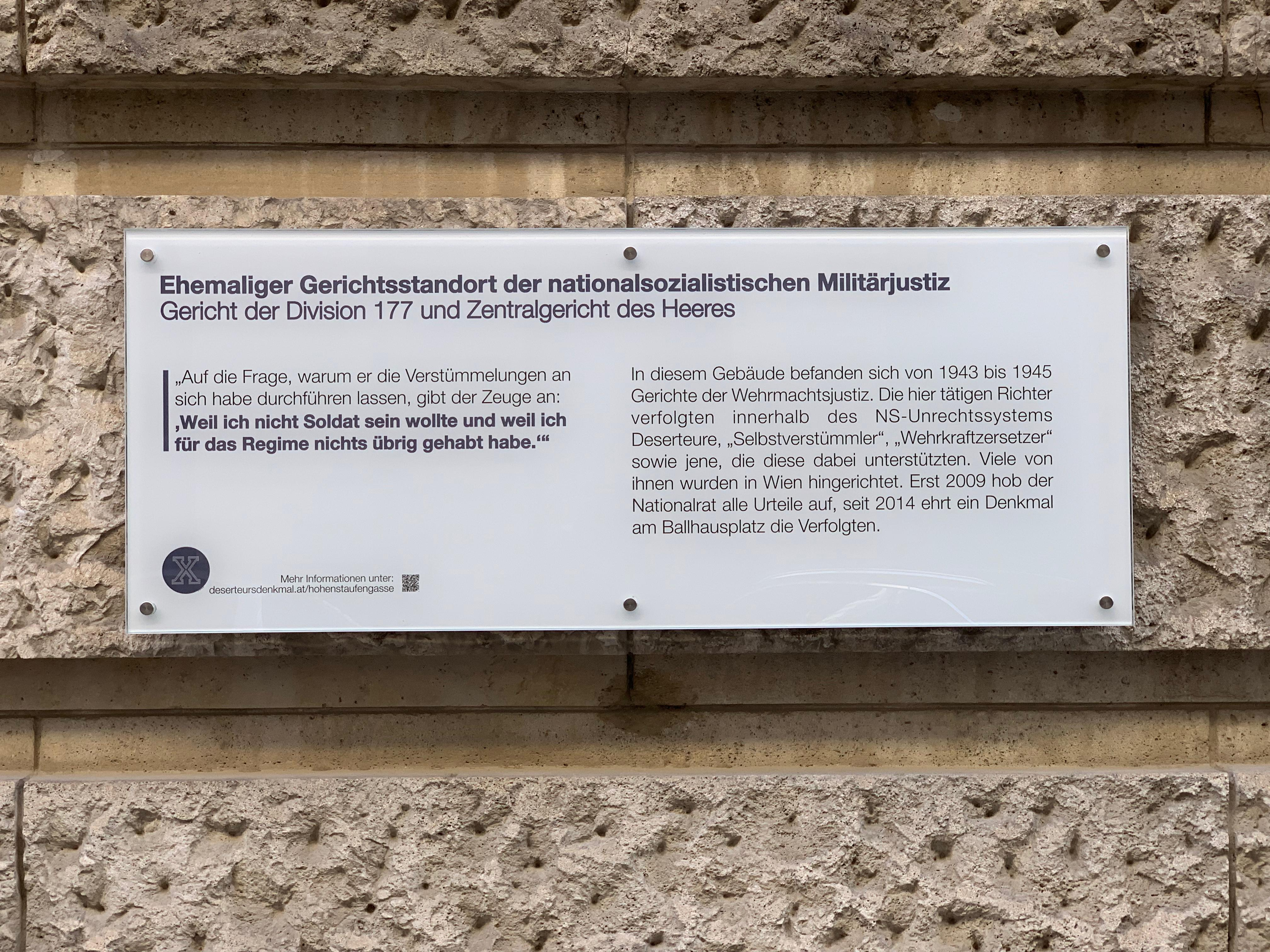
Gedenktafel für die Opfer der NS-Militärjustiz am Bundesamtsgebäude Hohenstaufengasse

Im Jänner 2024 wurde eine Gedenktafel für die Opfer der NS-Militärjustiz am Amtsgebäude enthüllt. Im November 2024 wurden zwei weitere Gedenktafeln im Amtsgebäude Hohenstaufengasse enthüllt.

## Beschreibung
Das Gebäude ist ein Skelettbau aus Stahl, der mit Platten ausgefüllt wurde.
Es hat sechs Geschoße und zwar ein Kellergeschoß für die Maschinen-, Kessel-, Ventilations-, Heizungs- und Dynamomaschinen-Anlagen, ein Halbsouterrain-(Sockel-)Geschoß, in welchem sich die Depots, die Effektenkassen-Lokale und die großen Tresore samt Kontrollgängen sowie die Portierswohnung befanden, ein Hochparterre für den Publikumsraum und die Kassen, ein Mezzanin für die Bankabteilung, ein Hauptgeschoß (1. Stock), in welchem die Büros des Gouverneurs, des Vizegouverneurs, des Generaldirektors, des Vizegeneraldirektors, der Sekretäre sowie der Sitzungssaal untergebracht sind und ein zweiter Stock für die Buchhaltung, die Administration und eine Beamtenwohnung.